# Acanthopetalum patens
Acanthopetalum patens är en mångfotingart som beskrevs av Pius Strasser 1973. Acanthopetalum patens ingår i släktet Acanthopetalum och familjen Schizopetalidae. Inga underarter finns listade i Catalogue of Life.